# Фордайс (Арканзас)
Фордайс (англ. Fordyce, Arkansas) — город, расположенный в округе Даллас (штат Арканзас, США) с населением в 4799 человек по статистическим данным переписи 2000 года.
С 1911 года является административным центром округа Даллас.

## География
По данным Бюро переписи населения США город Фордайс имеет общую площадь в 17,09 квадратных километров, водных ресурсов в черте населённого пункта не имеется.
Фордайс расположен на высоте 87 метров над уровнем моря.

## Демография
По данным переписи населения 2000 года в Фордайсе проживало 4799 человек, 1186 семей, насчитывалось 1737 домашних хозяйств и 2024 жилых дома. Средняя плотность населения составляла около 280,6 человек на один квадратный километр. Расовый состав Фордайса по данным переписи распределился следующим образом: 48,61 % белых, 49,66 % — чёрных или афроамериканцев, 0,19 % — коренных американцев, 0,42 % — азиатов, 0,38 % — представителей смешанных рас, 0,75 % — других народностей. Испаноговорящие составили 1,19 % от всех жителей города.
Из 1737 домашних хозяйств в 32,0 % — воспитывали детей в возрасте до 18 лет, 46,4 % представляли собой совместно проживающие супружеские пары, в 17,5 % семей женщины проживали без мужей, 31,7 % не имели семей. 28,6 % от общего числа семей на момент переписи жили самостоятельно, при этом 13,4 % составили одинокие пожилые люди в возрасте 65 лет и старше. Средний размер домашнего хозяйства составил 2,51 человек, а средний размер семьи — 3,09 человек.
Население города по возрастному диапазону по данным переписи 2000 года распределилось следующим образом: 28,5 % — жители младше 18 лет, 8,9 % — между 18 и 24 годами, 25,3 % — от 25 до 44 лет, 21,0 % — от 45 до 64 лет и 16,3 % — в возрасте 65 лет и старше. Средний возраст жителей составил 36 лет. На каждые 100 женщин в Фордайсе приходилось 90,7 мужчин, при этом на каждые сто женщин 18 лет и старше приходилось 87,1 мужчин также старше 18 лет.
Средний доход на одно домашнее хозяйство в городе составил 23 297 долларов США, а средний доход на одну семью — 30 120 долларов. При этом мужчины имели средний доход в 24 971 доллар США в год против 15 553 доллара среднегодового дохода у женщин. Доход на душу населения в городе составил 12 118 долларов в год. 16,2 % от всего числа семей в округе и 22,3 % от всей численности населения находилось на момент переписи населения за чертой бедности, при этом 27,2 % из них были моложе 18 лет и 19,3 % — в возрасте 65 лет и старше.

## Известные уроженцы и жители
- Джим Бентон — профессиональный футболист 1940-х годов, игравший в Национальной футбольной лиге
- Рэй Портер — генерал периода Второй мировой войны, награждённый медалью «Пурпурное сердце» и орденом «Легион Почёта»
- Джон Тач — адмирал Военно-морских сил США периода Второй мировой войны
- Кевин Уильямс — игрок команды Миннесота Вайкингс
- Рейли Джонсон — бывший игрок команды Сан-Диего Чарджерс
- Джеймс Кон — теолог.